# John Neville, markis av Montagu
John Neville, markis av Montagu, född cirka 1431, död 14 april 1471 var en yorkisk ledare under Rosornas krig, främst känd för att ha eliminerat det lancastriska motståndet i norra England under början av Edvard IV:s regeringstid.
Montagu var yngre son till Rikard Neville, earl av Salisbury och Alice Montagu, grevinna av Salisbury, och bror till Warwick kungamakaren.
Han stred i Slaget vid Blore Heath och tillfångatogs och fängslades av lancastrarna. Efter den yorkiska segern vid Northampton frisläpptes han, men tillfångatogs igen vid Andra slaget vid St Albans. Efter sitt andra frisläppande ledde han de yorkiska trupperna i norra England och besegrade lancastrarna vid Hedgeley Moor och Hexham (båda 1465).
Som belöning för att ha drivit ut lancastrarna fick han titeln earl av Northumberland. Denna titel hade länge funnits i släkten Percy, men de var i onåd. Men då Henry Percy återupprättades 1470 tvingades han att ge upp earldömet och många viktiga poster till sin forna fiende. Som kompensation blev han markis av Montagu, men utan lämpliga gods att stödja en sådan dignitet. Han vände sig nu mot Edvard IV, tillsammans med brodern Warwick kungamakaren, för att återinsätta Henry VI. Montagu dödades i Slaget vid Barnet.

## Skönlitteratur
- The Rose of York: Love & War av Sandra Worth.